# Błyżnie (rada miejska w Teodozji)
Błyżnie (ukr. Ближнє, ros. Ближнее, Bliżnieje) – wieś na Ukrainie, w Autonomicznej Republice Krymu (de iure stanowiącej integralną część państwa ukraińskiego, w 2014 anektowanej przez Rosję i odtąd funkcjonującej jako Republika Krymu), administracyjnie podporządkowana radzie miejskiej w Teodozji. W 2001 liczyła 2762 mieszkańców, wśród których 166 wskazało jako ojczysty język ukraiński, 2002 rosyjski, 543 krymskotatarski, 1 mołdawski, 1 bułgarski, 9 białoruski, 19 ormiański, 1 polski, a 20 inny. Według spisu ludności przeprowadzonego przez okupacyjne władze rosyjskie populacja wsi w 2014 wynosiła 2779 osób.